# هلمر هررا
هلمر هررا (انگلیسی: Hélmer Herrera; ۲۴ اوت ۱۹۵۱ – ۶ نوامبر ۱۹۹۸) اهل کلمبیا بود. او همراه با گیلبرتو رودریگز اورخوئلا، میگل رودریگز اورخوئلا، و خوزه سانتاکروز لندونیو رهبران کارتل کالی را تشکیل می‌دادند.طبق فیلم نارکس ایشون یک فرد همجنسگرا (gay)بوده است و طی حمله ای از طرف دشمناننش نوچه شو کشتند. 